# Jesper Tørring
Jesper Tørring (ur. 27 września 1947 w Randers) – duński lekkoatleta, który startował w skoku w dal, skoku wzwyż, skoku o tyczce oraz w biegach płotkarskich.

## Kariera
W 1972 oraz 1976 roku startował w igrzyskach olimpijskich (w trzech konkurencjach: w 1972 w biegu na 110 m przez płotki oraz skoku w dal, a w 1976 w skoku wzwyż). Największy sukces odniósł w roku 1974 podczas mistrzostw Europy w Rzymie wygrywając konkurs skoku wzwyż, jego rezultat z tych zawodów (2,25 m) był rekordem mistrzostw Europy oraz rekordem Danii. Wielokrotny złoty medalista mistrzostw Danii – w różnych konkurencjach – na stadionie oraz w hali.

## Rekordy życiowe
źródło:
- 110 m ppł – 13,7 s. (1974)
- skok wzwyż – 2,25 m (1974)
- skok w dal – 7,80 m (1971)

## Osiągnięcia
| Rok  | Impreza                   | Miejsce   | Konkurencja                | Pozycja           | Wynik |
| ---- | ------------------------- | --------- | -------------------------- | ----------------- | ----- |
| 1969 | Mistrzostwa Europy        | Ateny     | skok w dal                 | 12. miejsce       | 7,41  |
| 1971 | Halowe mistrzostwa Europy | Sofia     | skok w dal                 | 14. miejsce       | 7,46  |
| 1971 | Halowe mistrzostwa Europy | Sofia     | skok o tyczce              | 15. miejsce       | 4,40  |
| 1971 | Mistrzostwa Europy        | Helsinki  | bieg na 110 m przez płotki | eliminacje        | 14,70 |
| 1971 | Mistrzostwa Europy        | Helsinki  | skok w dal                 | el. – 21. miejsce | 7,52  |
| 1972 | Halowe mistrzostwa Europy | Grenoble  | bieg na 50 m przez płotki  | eliminacje        | 6,97  |
| 1972 | Halowe mistrzostwa Europy | Grenoble  | skok w dal                 | 12. miejsce       | 7,09  |
| 1972 | Igrzyska olimpijskie      | Monachium | bieg na 110 m przez płotki | eliminacje        | 14,50 |
| 1972 | Igrzyska olimpijskie      | Monachium | skok w dal                 | –                 | NM    |
| 1974 | Halowe mistrzostwa Europy | Göteborg  | skok wzwyż                 | 4. miejsce        | 2,17  |
| 1974 | Mistrzostwa Europy        | Rzym      | skok wzwyż                 | 1. miejsce        | 2,25  |
| 1976 | Igrzyska olimpijskie      | Montreal  | skok wzwyż                 | 8. miejsce        | 2,18  |